# Titan Clydebank

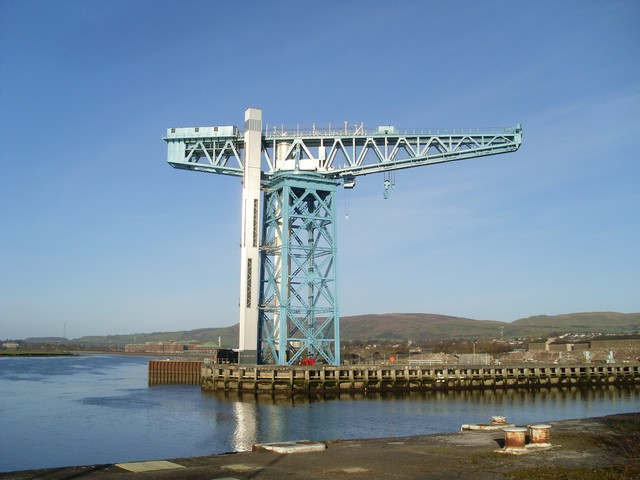
La renovada grúa Titan de Clydebank, situada junto a la dársena de equipamiento del antiguo astillero John Brown & Company.

Titan Clydebank, más conocida como Titan Crane, es una grúa en voladizo de 46 m (150 pies) de altura situada en Clydebank, West Dunbartonshire, Escocia. Fue diseñada para ser utilizada en la elevación de equipos pesados, como motores y calderas, durante el equipamiento de acorazados y transatlánticos en el astillero John Brown & Company. También fue la primera grúa en voladizo del mundo accionada eléctricamente, y la mayor grúa de su tipo en el momento de su finalización.
Situada en el extremo de una dársena de equipamiento en forma de U, la grúa se utilizó para construir algunos de los mayores buques del siglo XX, como el Queen Mary, el Queen Elizabeth y el Queen Elizabeth 2. La estructura histórica, catalogada de categoría A, se rehabilitó en 2007 como atracción turística y museo de la construcción naval. Aparece en el actual billete de 5 libras del Clydesdale Bank.

## Historia
El astillero de Clydebank se creó en 1871 tras el traslado de la empresa James & George Thomson desde los Govan Graving Docks.John Brown & Company compró el astillero en 1899, y en 1905 se hizo un pedido de 24.600 libras para la grúa a la empresa de ingeniería Sir William Arrol & Co, con sede en Dalmarnock.El Titán se terminó dos años más tarde, en 1907.Fue construido por el ingeniero escocés Adam Hunter (1869-1933), que trabajaba como ingeniero jefe para Arrol & Co., Stothert & Pitt, de Bath (Inglaterra), fabricó e instaló la mayor parte de la maquinaria del Titán, incluidos los motores eléctricos construidos por Lancashire Dynamo and Motor Co.
El dique se utilizó para equipar nuevos buques, y la grúa elevaba motores y calderas a los barcos. La capacidad de elevación del Titán, y la ubicación del astillero en la confluencia del río Clyde y el río Cart, contribuyeron al éxito del astillero, ya que podía construir buques extremadamente grandes.
Cuando se probó el 24 de abril de 1907, el Titán era la mayor grúa en voladizo jamás construida, con una capacidad de 160 toneladas (160 toneladas largas; 180 toneladas cortas) en un radio de 85 pies (26 m).La capacidad de elevación original se aumentó a 203 toneladas largas (206 t) en 1938, cuando se hizo evidente que la especificación original sería insuficiente para instalar las nuevas torretas de los cañones de largo alcance en buques como el Duke of York.
En las noches del 13 y 14 de marzo de 1941, el bombardeo de Clydebank prácticamente destruyó la ciudad. Murieron 528 civiles, más de 617 resultaron gravemente heridos y 48.000 civiles perdieron sus hogares. Sólo siete propiedades de Clydebank resultaron indemnes, en uno de los peores bombardeos de Gran Bretaña. Los bombardeos, en los que participaron 260 bombarderos de la Luftwaffe la primera noche y 200 la segunda, tuvieron como objetivo la industria de Clydeside, pero el Titan Crane no sufrió daños.
En 1968, el astillero se fusionó en Upper Clyde Shipbuilders junto con otros cuatro, en un intento de aumentar la competitividad. En las elecciones generales de 1970 se produjo un cambio de gobierno y se retuvo la financiación para el astillero, lo que provocó el cierre de John Brown's.Fue comprado a los administradores judiciales por la empresa Marathon Manufacturing Company, con sede en Houston (Texas), para la construcción de plataformas petrolíferas. En 1980, Marathon vendió el astillero a la empresa francesa Union Industrielle et d'Entreprise (UiE). Los propietarios de UIE, Bouygues Offshore, cerraron el astillero en 2001 y el emplazamiento se destinó a la reurbanización.
Entre los buques construidos por la grúa figuran el HMS Hood, el Queen Mary, el Queen Elizabeth, el Queen Elizabeth 2 y el Royal Yacht Britannia.

### Renovación

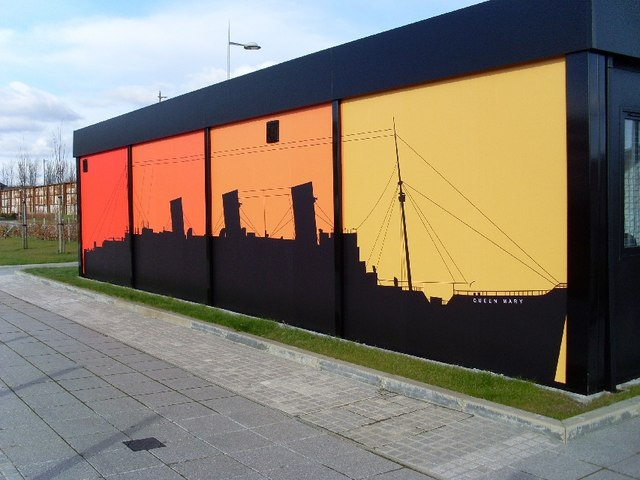
La taquilla (también conocida como "Pursers Office") y el centro de información del Titan Crane, con una silueta del RMS Queen Mary.

La grúa cayó en desuso en la década de 1980 y, durante el periodo de abandono, sufrió actos de vandalismo en el puente de mando y corrosión en la estructura.En 1988, la grúa fue reconocida como estructura histórica catalogada de categoría A.
La empresa de regeneración urbana Clydebank Re-Built inició un proyecto de restauración de 3,75 millones de libras en 2005, y la grúa se abrió al público en agosto de 2007. La estructura se granalló para eliminar la pintura vieja y el óxido, lo que permitió realizar reparaciones antes de volver a pintarla. Se instaló un ascensor para que los visitantes subieran al pescante y una escalera de evacuación de emergencia, junto con una malla metálica alrededor de la zona de observación y focos para iluminar la grúa por la noche.
En 2015, se añadió un puenting.

## Diseño

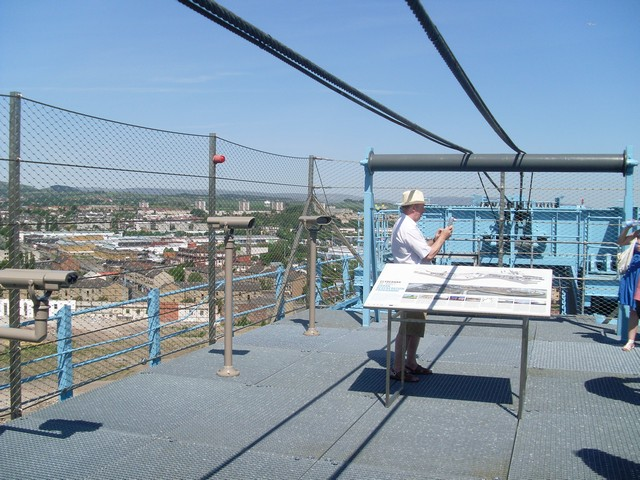
El plumín de la grúa Titán se ha convertido en un mirador público.

El Titán utilizaba un contrapeso fijo y polipastos eléctricos montados en una viga giratoria, lo que lo hacía más rápido y sensible que sus predecesores de vapor. Para elevar conjuntos más pequeños que no requerían la capacidad total de elevación de 150 toneladas (150 toneladas largas; 170 toneladas cortas), se utilizaban un polipasto auxiliar de 30 toneladas (30 toneladas largas; 33 toneladas cortas), ya que las cargas grandes eran comparativamente poco frecuentes.
El Titán mide 49 metros (161 pies) de altura, pesa unas 800 toneladas (790 toneladas largas; 880 toneladas cortas) y se asienta sobre cuatro pilotes de hormigón hundidos a una profundidad de 23 metros (75 pies)Los brazos del voladizo miden 45,7 metros (150 pies) y 27,4 metros (90 pies) de longitud.La torre tiene 12 metros (39 pies) cuadrados y su centro se sitúa a sólo 10,7 metros (35 pies) del borde del muelle.
Tras la retirada de la grúa Beardmore en la década de 1970 y de la Fairfield Titan en 2007, ahora hay cuatro grúas voladizas gigantes en el río Clyde: las otras están en Stobcross (grúa Finnieston), Scotstoun (grúa Barclay Curle) y Greenock (grúa James Watt Dock). Se construyeron menos de sesenta grúas voladizas gigantes en todo el mundo, seis de ellas en el Clyde, y en mayo de 2011 se cree que solo quedaban once, cuatro de ellas en el Clyde.

## Premios
La grúa fue galardonada en 2012 con el Premio al Patrimonio de Ingeniería por la Institución de Ingenieros Mecánicos, y descrita como "un magnífico ejemplo de ingeniería mecánica, que forma parte integral del paisaje local"Titán fue designada Monumento Histórico Internacional de Ingeniería Civil y Mecánica por la Sociedad Americana de Ingenieros Civiles y la Sociedad Americana de Ingenieros Mecánicos en 2013, el quinto galardón de este tipo concedido a una estructura escocesa.
Por la restauración de la estructura, se le concedió el reconocimiento del Chicago Athenaeum Award for Architecture en 2008 y del Civic Trust en 2009.